# Соколувек (Воломінський повіт)
Соколувек (пол. Sokołówek) — село в Польщі, у гміні Домбрувка Воломінського повіту Мазовецького воєводства.
Населення — 102 особи (2011).
У 1975-1998 роках село належало до Остроленцького воєводства.

## Демографія
Демографічна структура станом на 31 березня 2011 року:
|          | Загалом | Допрацездатний вік | Працездатний вік | Постпрацездатний вік |
| -------- | ------- | ------------------ | ---------------- | -------------------- |
| Чоловіки | 51      | 12                 | 34               | 5                    |
| Жінки    | 51      | 11                 | 32               | 8                    |
| Разом    | 102     | 23                 | 66               | 13                   |